# الحياة خارج الأرض
الحياة خارج الأرض هي الحياة الافتراضية خارج كوكب الأرض والتي لم تنشأ عليه. يتراوح مجال هذه الحياة من بدائيات النوى (أو أشكال الحياة المشابهة) إلى كائنات تملك حضارة أكثر تقدمًا من الحضارة البشرية. تتكهن معادلة دريك بوجود حياة ذكية في مكان ما آخر في الكون. يُعرف علم الحياة خارج الأرض بجميع أشكاله بعلم الأحياء الفلكي (الأستروبيولوجي).
بدأ البحث المستمر الدؤوب منذ منتصف القرن العشرين للبحث عن علامات للحياة خارج كوكب الأرض. يشمل هذا البحث الحياة خارج الأرض الموجودة في الوقت الحالي والقديمة، بالإضافة إلى تضييق نطاق البحث إلى البحث عن حياة ذكية خارج الأرض. تتنوع الطرق حسب نوع البحث، فهي تمتد من تحليل بيانات التلسكوب والعينات، إلى استعمال الأجهزة الراديوية لاكتشاف إشارات الاتصال وإرسالها.
كان لمفهوم الحياة خارج كوكب الأرض، وخاصة الحياة الذكية، تأثيرًا ثقافيًا رئيسيًا، وبشكل خاص في أعمال الخيال العلمي. قدّم الخيال العلمي على مدار السنين عددًا من الأفكار النظرية تتميز كل منها بمجموعة واسعة من الاحتمالات. أثار الكثير منها اهتمام المتلقين من الشعب فيما يخص الحياة خارج كوكب الأرض. أحد الأمور المهمة خصوصًا هو التعقّل في محاولة التواصل مع حياة خارج الأرض. يشجع البعض على استخدام طرق عدوانية في التواصل مع الحياة الذكية خارج الأرض. يجادل البعض بأن الإفصاح عن موقع الأرض، سيقود لغزو محتمل في المستقبل في حال وجود حضارات ذكية في كواكب أخرى.

## عمومًا

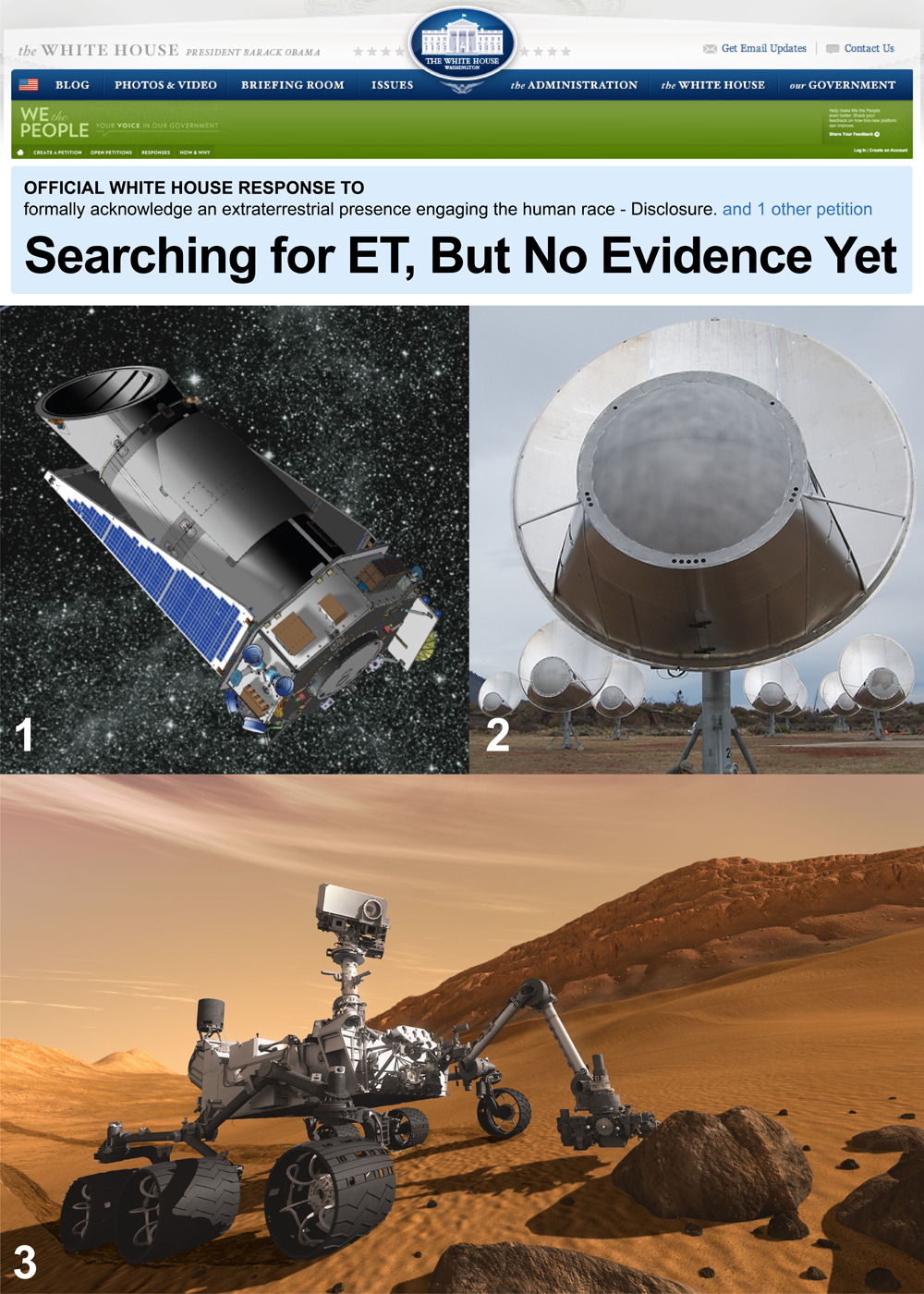
بعض الجهود الكبرى الدولية للبحث عن حياة خارج كوكب الأرض. في اتجاه عقارب الساعة من أعلى اليسار:

افتُرض وجود حياة فضائية مثل الميكروبات في النظام الشمسي وفي كل أنحاء الكون. تعتمد هذه الفرضية على الحجم الشاسع للكون المرصود والقوانين الفيزيائية المتناغمة فيه. تبعًا لهذا الطرح الذي قدمه علماء مثل كارل ساغان وستيفن هوكينغ، بالإضافة إلى شخصيات بارزة مثل وينستون تشرشل، سيكون من غير المحتمل عدم وجود حياة في مكان آخر غير الأرض. يتجسد هذا الطرح في مبدأ كوبرنيكوس الذي ينص أنّ الأرض لا تشغل مكانًا مميزًا في الكون، وفي مبدأ العادية الذي ينص أنه لا يوجد شيء مميز فيما يخص الحياة على كوكب الأرض. قد تكون كيمياء الحياة بدأت بعد الانفجار العظيم بوقت قصير، قبل 13.8 مليار عام، في الفترة الصالحة للحياة عندما كان عمر الكون بين 10 إلى 17 مليون عامًا فقط. ربما برزت الحياة في عدة أماكن منفصلة في الكون. أو عوضًا عن ذلك، يمكن أن تكون الحياة قد تشكلت بتواتر أقل، ومن ثم انتشرت –بواسطة النيازك– إلى الكواكب الصالحة للحياة في عملية تدعى التبذّر الشامل. وعلى أي حال، يمكن أن تكون جزيئات عضوية معقدة قد تشكلت في قرص كوكبي أولي من حبيبات الغبار التي تحيط بالشمس قبل تشكّل الأرض. وفقًا لهذه الدراسات، قد تحدث هذه العملية خارج الأرض على كواكب متعددة وعلى الأقمار في النظام الشمسي وعلى كواكب تدور حول نجوم أخرى.

### التطور
تشير دراسة نشرت عام 2017 أنه نظرًا للتطور المعقد في الأنواع على كوكب الأرض، فإن مستوى إمكانية التنبؤ بتطور حياة فضائية في أماكن أخرى سيجعلها تبدو مشابهة للحياة على كوكبنا. كتب سام ليفين أحد مؤلفي الدراسة «نتوقع أن يكونوا مثل البشر، عبارة عن تسلسل من الكيانات، التي تتعاون جميعها لخلق حياة فضائية. يوجد في كل مستوى من الكائن الحي آليات لإزالة التناقض، والحفاظ على التعاون، والحفاظ على أداء الكائن الحي لوظائفه. يمكننا حتى أن نقدّم بعض الأمثلة لما ستكون عليه هذه الآليات». هنالك بحث أيضًا يدور حول تحديد قدرة الحياة على تنمية الذكاء. أُشير إلى ارتباط نشوء هذه القدرة بعدد البيئات الملائمة المحتملة التي يتضمنها الكوكب، وأنّ تعقيد الحياة نفسها ينعكس في كثافة المعلومات في البيئات الكوكبية، والذي يمكن تقديره من خلال البيئات الملائمة.

## اللمحة التاريخية

أول هبوط على القمر

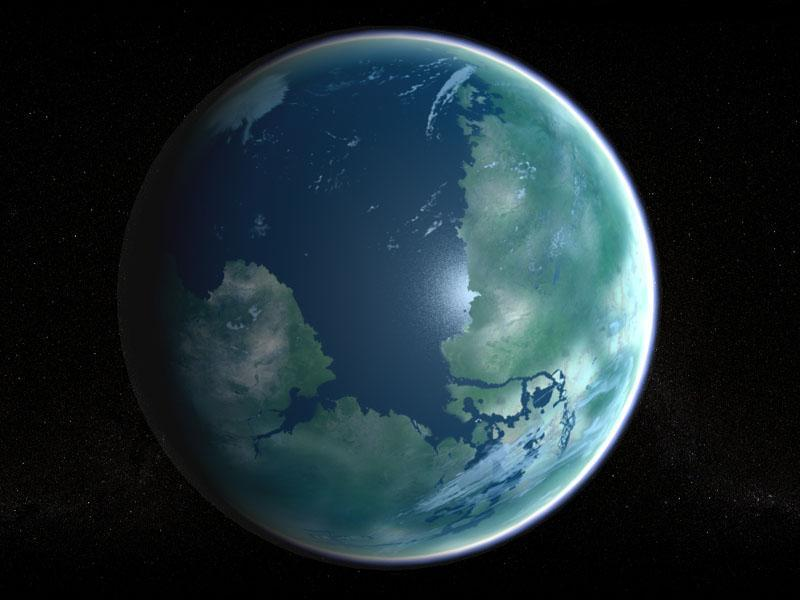
كوكب المريخ الذي كان يعتقد بوجود الحياة فيه

كانت فكرة المخلوقات الفضائية تأتي من أفلام الخيال العلمي التي كانت تصورها بأن لها تكنولوجيا تفوق تكنولوجيا البشر كما يعتقد أن كوكب المريخ قد توجد فيه حضارات متقدمة كما كانت سينما الخيال العلمي تصور الفضائيين يسكنون جوارنا في القمر لكن مع أول هبوط حققه الإنسان على القمر تغيرت الآراء تمامآ فوجدوا أن القمر مجرد كتلة صخرية تدور حول كوكب الأرض أي لا توجد فيه حياة.
أطلقت ناسا أول مشروع للبحث عن الحياة خارج الأرض في عام 1964 ومن وقتها حتى الآن قامت بالعديد من المشاريع أهمها إطلاق مسبار كيبلر للبحث عن كواكب صالحة للحياة.

## تطور البحث عن المخلوقات الفضائية
بعد تبني وكالة ناسا مشروع البحث عن الحياة خارج الأرض 1964 بدأت تطلق المشروع تلو الآخر أملاً إما في استقبال اتصال ما من حضارة أخرى أو إرساله.
أول الرحلات أطلق في 1972 (باسم بيونير 10) حيث أرسلت صور تحوي على أشخاص وذكر وأنثى وأشكال هندسية وصور تم انتقائها شخصيا من قبل (كارل ساغان).
في عام 1974 أطلقت الوكالة إِشارات مشفرة ومرمزة كانت تحوي (لمحة عن علوم الرياضيات والحساب على الأرض ) وهي العلم التي يعتقد أن كل الحضارات الذكية من الممكن أن تفهمها وتفهم أنها من صنع حضارة أخرى.
وفي عام 1977 أطلقت ناسا مشروع أصوات الأرض (ضمن مشروع فوياجر) وهو عبارة عن مسبارين فضائيين جهزا بإسطوانة صوت ذهبية (لوحة فوياجر الذهبية) سجل عليها العديد من أصوات البشر الذين أرسلوا تحياتهم ب55 لغة كما سجل بعض الأصوات التي تسمع على الأرض كأصوات البراكين والبحار والحيوانات وغيرها وحتى بعض الموسيقى لموسيقيين مشهورين على الأرض كموتزارت أو بيتهوفن وبثت هذه الرسالة في أرجاء الفضاء التي استطاع المسبار الوصول إليها وأطلقا باتجاه كوكبي فوياجر1 وفوياجر2 واللذان يعتقد بوجود حياة فيهما.(تفاصيل الرحلة: فوياجر).
بدأ تطور البحث في عام 1990م، حيث اكتشف فريق من علماء الفلك أول كوكب يقع خارج المجموعة الشمسية، أطلقوا عليه اسم كوروت-7ب، واُكْتُشِف عن طريقه فعندما يمر كوكب بجوار النجم يحجب ضوء النجم كما أن جاذبية الكوكب تشد النجم قليلا، ولكن لم يغير هذا الاكتشاف شيئاً بالنسبة للبحث عن الحياة خارج كوكب الأرض، فهذه الكواكب لا تدعم الحياة لأن معظمها كواكب غازية مثل كوكبي المشتري وزحل.
في عام 1993 توقف السيناتور الأمريكي براين عن دعم وتمويل مشاريع ناسا وخصص هذه الميزانية فقط للبحث عن الحياة خارج الأرض.
في عام 2007 بدأ معهد سيتي المختص بأبحاث الحياة خارج الأرض بنشر 350 هوائي استقبال لاستقبال أية إشارات من الفضاء وسرعة تحليلها ثم تطور المشروع إلى مشروع سيتي أت هوم (SETI @ HOME) والذي مكن المواطنين من أنحاء العالم بالمشاركة في البحث عبر الإنترنت وتقديم المعلومات التي ترد (في حال الورود) إلى الهوائيات وهو مشروع لاقى تفاعل الملايين خاصة في دول العالم المتقدم.
وفي عام 2009م، أطلقت وكالة ناسا لأبحاث الفضاء تلسكوبا شديد الحساسية يحتوي على مرايا عالية الدقة، في مهمة اسمها مهمة كبلر، على اسم العالم يوهانس كيبلر، للبحث عن النجوم التي يبهت ضوءها.
وفي عام 2012 أرسلت وكالة ناسا للفضاء مركبة كيوريوسيتي روفر إلى المريخ للبحث عن الحياة على سطح الكوكب، فكانت خيبة أمل حيث لم تجد المركبة أية أشكال حياة على المريخ، فهو كوكب ميت لا يوجد فيه ماء. كما بدأ العلماء باستخدام أكبر المراصد على الأرض، وهو مرصد كيك، والذي يمكنه تحديد كتلة الكوكب وبعده عن النجم، فيجب أن يكون الكوكب في منطقة متوسطة البعد كي يستطيع دعم الحياة. والبحث عن الحياة خارج الأرض أشبه بالبحث عن إبرة في كومة قش فعلى بعد آلاف السنين الضوئية تضيع الكواكب في ضوء النجوم المجاورة.

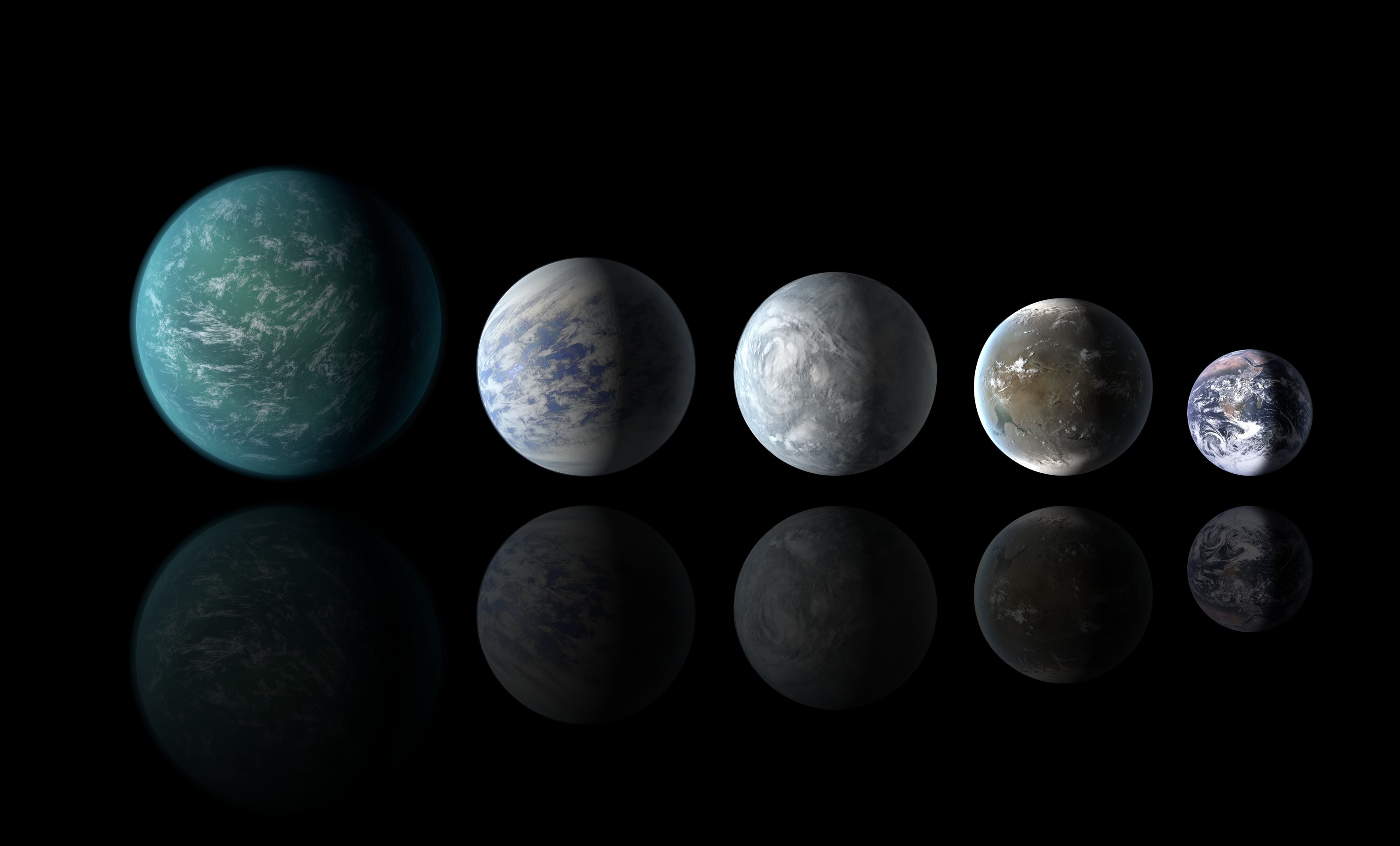
كواكب كبلر-22b وكبلر-69c وكبلر-62e وكبلر-62f والأرض في مقارنة لأحجامها

## الاكتشاف
في يوم 15 آب من عام 1977 تلقى مرصد لاسيتي إشارة من خارج الأرض على شكل موجة كانت أقوى ب30 مرة عن الإشارة الاعتيادية التي ترد من الكون واستمرت لمدة 72 ثانية قبل أن تختفي سميت فيما بعد هذه الإشارة بإشارة الواو وعند قيام الحواسيب بترجمة الإشارة رقمياً نتجت أحرف وأرقام غير مفهومة المعنى، ولم يستطع العلماء معرفة مصدر الإشارة إلا أنه يعتقد أنها من كوكب يبعد حوالي 20 سنة ضوئية عن الأرض حيث يظن أنه توجد حضارة ذكية ما!.
سبب هبوط مسباركيوريوسيتي روفركانت خيبة أمل كبرى بسبب عدم وجود حياة على كوكب المريخ لكن مع هذا حفر مسبار كيريوسيتي، بضعة أمتار في المريخ حيث وجد طبقة بيضاء ظن العلماء أنها عبارة عن أملاح لكن بعد مرور بعض الوقت بدأت هذه الطبقة البيضاء بالذوبان في التربة، وهو ما أثار جدلاً عن وجود ماء في المريخ، لكن في عام 2015 اكتشفت وكالة ناسا مياها على المريخ وبدأت التساؤلات عن احتمالية وجود حياة عليه.

## معادلة رياضية
حدد العلماء حديثاً معادلة لا تزال غير قابلة للحل، وهي تحدد عدد الأماكن في المجرة التي من الممكن أن تحوي حضارة ذكية (N) وكانت على الشكل التالي:
N=R* x fp x ne x fL x fi x fc x L
- حيث تدل R* على معدل ولادة النجوم الجديدة في المجرة سنوياً.

وتدل كل أحرف f على كسور (وهي أقل من الواحد) حيث:
- تدل fp على نسبة النجوم التي تحوي كواكب.
- تدل fL على نسبة الكواكب التي تحوي حياة.
- تدل fi على نسبة جميع أنماط الحياة.
- تدل fc على نسبة الكائنات التي تستخدم التكنلوجيا وتطلق إشارات في الفضاء كالبشر.
- و تدل ne على متوسط عدد الكواكب القابلة للحياة.
- وأخيراً تدل L على طول مدة بقاء هذه الكائنات (وهو الأهم فوجود البشر هو مدة قصيرة جداً جداً في عمر الكون).[19]

فيما بعد قام العلماء باعتبار أن كل هذه النسب f هي نسبة صغيرة جداً كما هو R* و ne ولذلك أعتبر تقريبياً أن: N{\displaystyle \thickapprox }L

## مفارقة فيرمي
.
معروفة باسم: أين الجميع؟ وهي مفارقة أطلقها العالم إنريكو فيرمي حيث اعتبر أنه وفقاً للمعطيات فإنه لا شيء مميز يحتويه عالمنا حتى يحوي حياة (فالشمس نجم عادي يوجد مثله ملايين) ومعظم هذه النجوم تحوي كواكب مثلها تماماً ومن الممكن أن يشبه العديد من هذه الكواكب الأرض ومهما كان عدد الحضارات التي تعيش هنا أو هناك فإن احتمال وصول إحداها لتحقيق (ما نعتبره مستحيلاً) وهو السفر عبر النجوم موجود، وبالتالي لابد وأن تكون إحداها قد وصلت إلينا أو تركت أثراً ما أو كانت هنا من قبل وهذا الكلام منطقي ورياضي لكن فعليا لم يحدث هذا على الإطلاق! ولهذا سميت مفارقة.
بعض الحلول لمفارقة فيرمي والتي اقترحها العلماء:
1. هم موجودون لكنهم لا يتواصلون معنا.
2. هم موجودون ويتواصلون معنا ولكننا غير قادرين على إدراك أو سماع رسائلهم.
3. هم كانوا موجودون في وقت لم نكن نحن فيه (ليس بالضرورة أن يكونو قد مروا على الأرض).
4. هم موجودون لكن غالبية الناس لم تدرك وجودهم حتى الآن.
5. قد يكونوا اختفوا! (أي دمروا أنفسهم أو دمرهم شيء ما، كما قد يحصل مع البشر في حال نشوب حرب نووية !).
6. قد نكون غير مهمين بالنسبة لهم (فقد يكونوا متطورين لمراحل قد تجعلنا بنظرهم كالنحل مثلاً بالنسبة للبشر، فهل فكر البشر يوما ما بالتواصل مع النحل؟ رغم أنهم أمامنا يعملون طوال الوقت وينظمون أنفسهم!).

## في علم الأحياء
بالنسبة للحياة خارج الأرض يجب أن تتوفر عناصر مهمة كال أوكسجين وهيدروجين ونيتروجين وكاربون والأحماض الامينية فإنها مهمة جدا لبناء مركبات حيوية وتكوين حامض نووي.
كانت الأفلام الخيالية العلمية تعتبر أقصر وسيلة لتصور الحياة في الفضاء الخارجي وأيضا تصورها من ناحية تطور المخلوقات الفضائية في التفكير وتصور حضارتهم المتقدمة، ومن أهم الأفلام حرب النجوم (فيلم) وحرب العوالم (فيلم 2005) وSTAR TREK وغيرها من الأفلام.

## نظرية بانسبرميا
أساس نظرية بانسبيرميا التي تنسب إلى العالم بانسبيرميا حيث تنص على أن النيازك أو الكويكبات تحتوي على المواد اللازمة للحياة وتسمى ببذور الحياة.
وسميت هذه النظرية أيضا بالتبذر الشامل وتنص على أن بذور الحياة تنتقل في الفضاء حيث ما اصطدمت بكوكب ما بدأت المواد بالانتشار، وتعتبر هذه النظرية من النظريات المهمة في الدراسات الخاصة بالحياة خارج كوكب الأرض.

## فرضية الأرض النادرة
تعتبر هذه النظرية من النظريات المعارضة لوجود المخلوقات في كوكب غير الأرض أي تنص على أن كوكب الأرض هو الكوكب الوحيد الصالح للحياة، وتعتبر هذه النظرية أكثر قبولا عند الأشخاص المعارضين لوجود فكرة المخلوقات الفضائية.

## قابلية السكن للكواكب
تعتبر من أهم الدراسات في البحث عن الحياة خارج كوكب الأرض، ودراسة الشروط الملائمة للحياة ومن هذه الشروط:

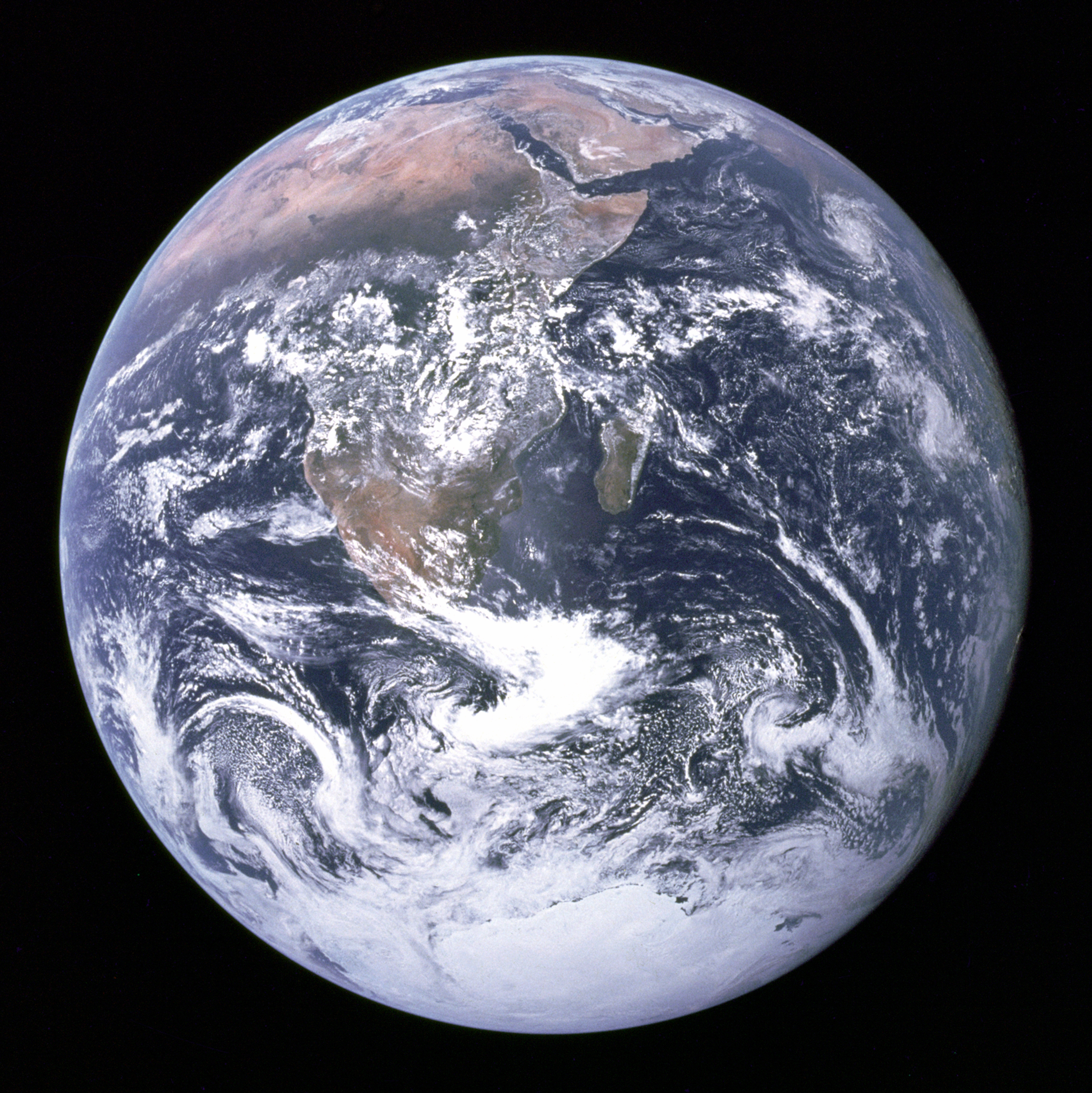
كوكب الأرض يعتبر المثال الوحيد عن الحياة في المجموعة الشمسية

- البعد عن النجم: يجب أن يكون الكوكب في مجال متوسط في البعد لكي يسمح بظهور الحياة عليه أو يسمح بظهور مركب الماء عليه، لأن الكوكب إذا كان قريباً من النجم سيصبح حاراً جداً والماء سوف يتبخر، وإذا كان بعيداً عنه سوف يكون كوكباً جليدياً أي متجمداً لا حياة طبيعية فيه كمثل الحياة على كوكبنا.

أما إذا كان متوسط البعد فسيمكن ذلك من ظهور الماء السائل على سطحه.
- وفرة الماء: تحتاج الكواكب الصالحة للحياة إلى ماء.

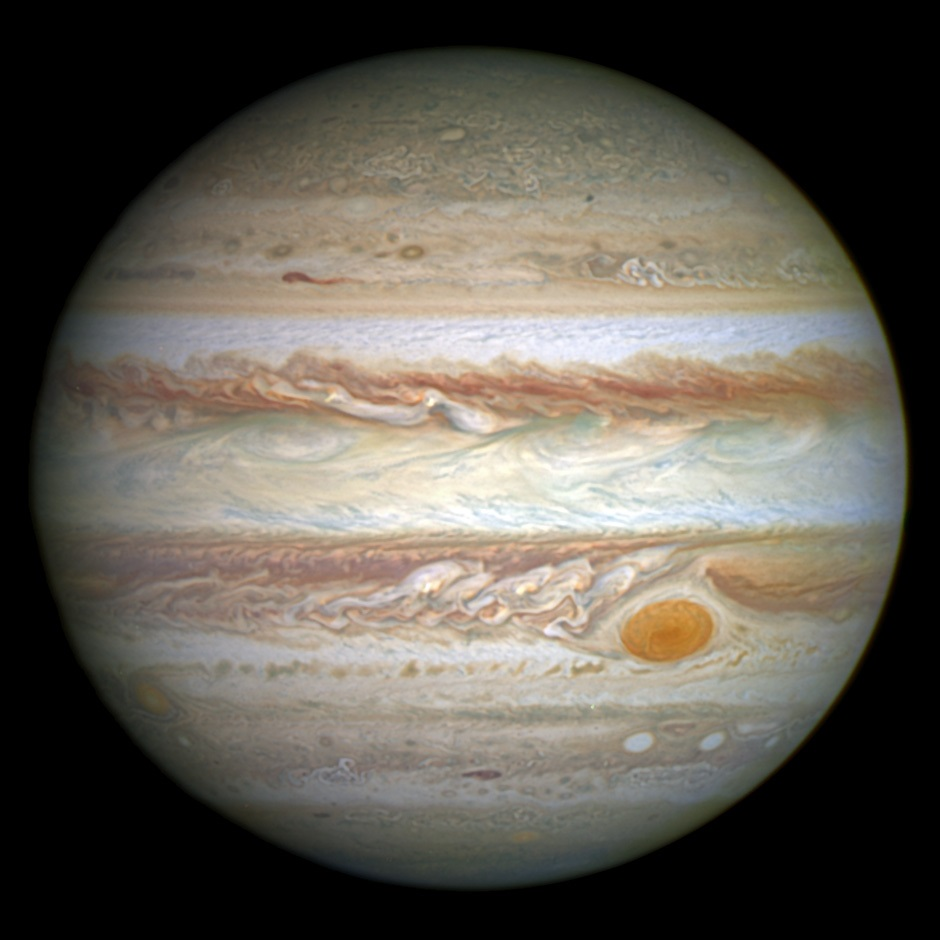

- نوع الكوكب: يجب الاهتمام بنوعية الكوكب لأنه ليس كل الكواكب صالحة للحياة لأن هناك كواكب غازية أي متكونة من الغازات مثل المشتري وزحل.

### أحداث وأجسام
- غليزا 581 سي، ودي، وإي
- ترابيست-1
- نيزك تلال ألان 84001

### مواضيع
- علم الأحياء الفلكي
- قابلية السكن في الكواكب
- فرضية الأرض النادر

### نظريات
- معادلة دريك
- مبدأ العادية
- بانسبيرميا
- مقياس كارداشيف Kardashev scale
- المنطقة المجرية الصالحة للحياة

### أماكن
- المنطقة 51
- كيبلر-22b